# Красний Пінхас Абрамович
Кра́сний Пі́нхас Абрамо́вич  (1881, Бердичів, Київська губернія, — 1939) — єврейський громадський і політичний діяч.

## Біографія

Уряд Директорії та вище командування Армії УНР після наради в Ялтушкові, 7.11.1920 р.
Перший ряд: Іван Омелянович-Павленко (1), Симон Петлюра (2), Михайло Омелянович-Павленко (3), Гаврило Базильський (4).
Другий ряд: Андрій Лівицький (5), Олександр Саліковський (6).
Третій ряд: Євген Архипенко (7), Олександр Удовиченко (8), Олексій Галкин (9), Олександр Загродський (10), Пінхас Красний (11), Марко Безручко (12), Андрій Долуд (13), Петро Ліпко (14), Андрій Гулий-Гуленко (15), Сергій Тимошенко (16)

Був членом правління, а після лютневої революції 1917 року — одним із керівників Фолкспартей. Брав участь в організації єврейських шкіл в Україні. З квітня 1918 — член Президії парламенту України — Української Центральної Ради — Малої Ради.
З лютого 1919 по листопад 1920 займав посаду міністра з єврейських справ в різних урядах Директорії. За його ініціативи Директорія прийняла постанову про створення надзвичайної державної комісії для розслідування погромів та притягнення винних до кримінальної відповідальності.
У кінці 1920 Красний емігрував, а в 1927 повернувся до Радянського Союзу. У 1938 був заарештований, в 1939 страчений за звинуваченням у створенні та керівництві антирадянською сіоністською терористичною організацією.
В 1928 вийшла книга «Трагедия украинского еврейства (к процесу Шварцбарда)» (укр. «Трагедія українського єврейства (до процесу Шварцбарда)») (Харків, 1928), в якій Красний звинуватив Директорію і особисто Симона Петлюру в організації єврейських погромів.
28 лютого 1938 заарештований, 11 травня 1939 засуджений до 10-ти років ув’язнення. Реабілітований 1993 року.